# Yostar
Yostar Games (tiếng Trung: 悠星) là một công ty phát triển và phát hành các trò chơi điện tử được thành lập vào năm 2014. Công ty có trụ sở chính đặt tại Thượng Hải và các studio ở Hồng Kông, Seoul và Tokyo.

## Lịch sử
Yostar Games được thành lập vào năm 2014 tại Thượng Hải, Trung Quốc. Công ty được biết đến với việc phát triển và phát hành các trò chơi như Azur Lane, Blue Archive và Arknights. Vào đầu năm 2020, công ty mở rộng hoạt động kinh doanh sang ngành công nghiệp anime với việc thành lập Yostar Pictures tại Japan.
Kể từ tháng 4 năm 2024, Yostar đã trở thành nhà tài trợ chính cho nhóm anime phát sóng lúc nửa đêm thứ tư +Ultra trên kênh Fuji TV, bắt đầu với Viral Hit.
Công ty đã phát hành Heaven Burns Red của Key vào ngày 15 tháng 11 năm 2024 trên toàn cầu.

## Trò chơi
| Ngày phát hành ban đầu | Ngày phát hành của Yostar | Trò chơi         | Nhà phát triển ban đầu          | Khu vực                       | Ghi chú                                                                                      |
| ---------------------- | ------------------------- | ---------------- | ------------------------------- | ----------------------------- | -------------------------------------------------------------------------------------------- |
| 25 tháng 5 năm 2017    | 14 tháng 9 năm 2017       | Azur Lane        | Shanghai Manjuu, Xiamen Yongshi | Nhật Bản, Toàn cầu            |                                                                                              |
| Tháng 6 năm 2018       | Tháng 4 năm 2019          | Mahjong Soul     | Cat Food Studio                 | Toàn cầu                      |                                                                                              |
| 2018                   | 7 tháng 11 năm 2019       | Epic Seven       | Smilegate                       | Nhật Bản                      | Smilegate tiếp quản bản phát hành tại Nhật Bản vào năm 2022.                                 |
| 1 tháng 5 năm 2019     | 16 tháng 1 năm 2020       | Arknights        | Hypergryph                      | Toàn cầu (ngoại trừ Đài Loan) | Phiên bản phát hành tại Đài Loan được Gryphline, bộ phận toàn cầu của Hypergryph, phụ trách. |
| 28 tháng 7 năm 2020    | 6 tháng 10 năm 2021       | Guardian Tales   | Kong Studios                    | Nhật Bản                      | Kong Studios tiếp quản bản phát hành tại Nhật Bản vào năm 2023.                              |
| 4 tháng 2 năm 2021     | 4 tháng 2 năm 2021        | Blue Archive     | Nexon, Yostar                   | Trung Quốc, Nhật Bản          |                                                                                              |
| 10 tháng 2 năm 2022    | 15 tháng 11 năm 2024      | Heaven Burns Red | Wright Flyer Studios, Key       | Toàn cầu                      |                                                                                              |
| 22 tháng 4 năm 2022    | 23 tháng 5 năm 2023       | Aether Gazer     | Xiamen Yongshi                  | Toàn cầu                      |                                                                                              |